# Köpetdag-Stadion
Das Köpetdag-Stadion (turkmenisch Köpetdag stadiony) ist ein Fußballstadion mit Leichtathletikanlage in der turkmenischen Hauptstadt Aşgabat. Es wird hauptsächlich für Fußballspiele genutzt und ist die Heimspielstätte des Fußballclubs FC Köpetdag. Bis zu seiner Auflösung 2008 war auch der Club Köpetdag Aşgabat Mieter des Stadions. Die Anlage bietet 26.503 Zuschauern Platz. Auch von der turkmenischen Fußballnationalmannschaft wird es für Länderspiele genutzt.

## Geschichte
Das Stadion wurde 1997 von der internationalen Firma Mensel JV erbaut. Seit seiner Eröffnung dient es als Spielort des FC Köpetdag.
2015 unterzog man die Sportstätte einem umfangreichen Umbau und wurde mit einem Spiel des Turkmenistan Cup zwischen Köpetdag und dem Merw FK 2015 neueröffnet.